# Сервер датотека
Сервер датотека или датотечни сервер (енгл. fileserver, file server) је рачунар повезан на мрежу који обезбеђује мрежну локацију рачунарских датотека (као што су текст, слике, звук, видео) којем могу приступити радне станице (клијенти).Сервери датотека се обично налазе у школама и канцеларијама, где корисници користе локалну мрежу да повежу своје клијентске рачунаре.

## Врсте
Сервер датотека може бити наменски или не-наменски. Наменски сервер је посебно дизајниран за употребу као сервер на који се повезују радне станице.
Сервери датотека се такође могу категорисати према начину приступа. Серверима на интернету се приступа путем протокола за пренос датотека или HTTP-а. Унутар локалне мреже обично се приступа путем SMB/CIFS протокола (Windows и Unix) или NFS протокола (Јуниксолики системи).
Сервери база података, који обезбеђују приступ дељеној бази података преко драјвера уређаја базе података, не сматрају се серверима датотека чак и када је база података сачувана у датотекама, јер нису дизајнирани да обезбеде те датотеке корисницима и имају тенденцију да имају различите техничке захтеве.

## Дизајн сервера датотека
Главни део хардверске опреме за сервере у последњих неколико деценија је хард диск. Иако су други облици складиштења одрживи (као што су магнетна трака и ССД уређаји), хард диск је наставио да нуди најбоље за цену, перформансе и капацитет.